# Leibeek (Heist-op-den-Berg)
De Leibeek is een beekje in de Belgische provincie Antwerpen. De beek ligt volledig binnen de gemeente Heist-op-den-Berg. 
Het beekje heeft geen echte bron. Ze ontstaat in Wiekevorst ter hoogte van de Itegemseweg door samenvloeiing van oppervlaktewater in het laagste punt in de buurt. De Leibeek heeft geen zijbeken, ze wordt volledig gevoed door afstromend water van weilanden. Na 3 kilometer mondt het beekje uit in de Goorloop, dit gebeurt ter hoogte van de Saffraanbergstraat in Itegem.